# Pulau Kemang
Pulau Kemang is een bestuurslaag in het regentschap Empat Lawang van de provincie Zuid-Sumatra, Indonesië. Pulau Kemang telt 259 inwoners (volkstelling 2010).